# Bringhurst
Bringhurst is een civil parish in het bestuurlijke gebied Harborough, in het Engelse graafschap Leicestershire met 50 inwoners.